# Мобильные продажи
Мобильные продажи, мобильная торговля — подход к организации бизнес-процесса работы с торговыми точками, подразумевающий высокую степень автоматизации и активное использование смартфонов, планшетов и аналогичных мобильных устройств. На практике так же часто называют само программно-аппаратное решение для организации мобильной торговли.

## Мобильные продажи как часть мобильной коммерции
Следует помнить об отличиях, обособляющих ИТ-решения для мобильной торговли в отдельный класс. Решения для мобильных продаж предназначены, в первую очередь, для автоматизации работы мерчандайзеров и т. п., то есть эксплуатируются преимущественно в сегменте B2B. Когда же речь заходит, к примеру, о предоставлении возможности потребителю из B2C сделать заказ через мобильное устройство, то речь идет уже не о мобильных продажах, а, скорее, о мобильных покупках, то есть про m-commerce.
Хотя в более широком смысле мобильные продажи могут иногда пониматься как мобильная коммерция вообще (включая сегмент B2C) — поскольку в процессе продаж так или иначе задействована сотовая связь и мобильные устройства (например, продажа контента, мобильные сайты Интернет-магазинов, расчеты с помощью SMS).

## История
Термин мобильные продажи (мобильная торговля) является устоявшимся и включает слово «мобильный» по историческим причинам, поскольку в момент возникновения концепции мобильных продаж были широко распространены и использовались именно мобильные сотовые телефоны, а не КПК. Поэтому термин «мобильные продажи» иногда вызывает ошибочные ассоциации с продажами мобильных телефонов или даже с оперативностью и «мобильностью» самих продавцов (коммивояжёры, вэн-селлинг и т. п.).

## Устройства
В настоящее время в системах мобильных продаж используются в основном стандартные коммерческие смартфоны и планшетные компьютеры с инсталлированным дополнительным ПО, позволяющем получать данные по остаткам товара на складе продавца, актуальным ценам, скидкам, список клиентов, дебиторскую задолженность и оправлять сформированные заказы через мобильную связь (через WiFi или USB-интерфейс — при визите в офис) непосредственно в программу ведения бухгалтерского или управленческого учета.

## Разработчики и распространенность
Программные решения класса «мобильные продажи» и «мобильная торговля» для автоматизации работы торговых представителей, мерчандайзеров, экспедиторов и других категорий «разъездных» сотрудников широко распространены. Это направление активно развивается и связано с другими аналогичными широко известными решениями по автоматизации торговли, например CRM. Разработкой заняты ведущие компании-вендоры, такие как Microsoft (на платформе Microsoft Dynamics) и многие другие. Ряд лидирующих на рынке отечественных и зарубежных фирм занимается активной разработкой программных решений для мобильных продаж. Функциональность доступных платформ для мобильных продаж быстро расширяется за счет новых доступных пользователям возможностей (статистика, передача визуальной информации, анкетирование, мониторинг, сбор маркетинговой информации, навигация и т. п.).
При современном ведении бизнеса (дистрибуции товаров) наличия в мобильном устройстве просто данных из центральной учетной системы уже не достаточно, чтобы иметь дополнительные преимущества над конкурентами и качественно повысить уровень дистрибуции. Сейчас все больше дистрибуторов предъявляет дополнительные требования к специализированному программному обеспечению для мобильных сотрудников: расчет рекомендованного заказа, информирование торгового агента о статусе выполнении плана продаж, предложение к выбору рекомендованных позиций товара в зависимости от статуса торговой точки, подсчет суммы заказов торговой точки и выдача результата для предоставления дополнительной скидки, предоставление мобильному агенту последовательности действий, необходимых для выполнения в точке продажи и др. Вся эта дополнительная функциональность позволяет минимизировать время, затраченное мобильным сотрудником у клиента, на 30-50 %, по сравнению с временем при работе с бумажными носителями, а также без затруднений работать с огромным массивом информации, необходимой для успешных продаж. Дополнительные возможности программного обеспечения позволяют перевести количественную дистрибуцию в плоскость качественной дистрибуции, тем самым повысив конкурентность компании дистрибутора и привязав конечного клиента (торговую точку) не к мобильному сотруднику, а к компании, которую он представляет. Это позволяет компании-дистрибутору не нарушать работу между ней и торговой точкой при увольнении мобильного сотрудника.

## Основные достоинства мобильных продаж
- Оперативность, возможность работать в реальном режиме времени, сокращение числа визитов в центральный офис
- Сокращение времени на создания заявок (25-50 %) в торговой точке за счет удобной работы с большим количеством товаров
- Увеличение количества посещаемых точек в день (за счет экономии времени на прием заявки и полного освобождения от диктовки заказа по телефону)
- Получение всех данных из центрального офиса для ведения успешных продаж (остатки, цены, история продаж по торговой точки, дебиторская задолженность, рекомендованный заказ, план продаж, информации о клиенте, скидках клиента и др.)
- Устранение в заказе пустых позиций товаров (то есть позиций товара которого на данный момент нет на складе), а замена его на похожие и есть в наличии.
- Повышение персональной ответственности торговых представителей и мерчандайзеров, оперативный контроль над их работой, снижение ошибок и повышение производительности труда.
- Возможность отслеживать перемещение сотрудников на карте (при наличии GPS-сенсора в мобильном устройстве и поддержке данной функции программой).
- Возможность использовать стандартные недорогие смартфоны или планшеты на базе ОС Android (до 10 тыс. рублей).
- Минимизация бумажного документооборота и сокращение расходов на операторов по приему заказов по телефону
- Оптимизация складских остатков дистрибуторских компаний
- Определенное повышение имиджа компании-дистрибутора в глазах клиентов

## Тенденции развития и перспективы
Обсуждается вопрос о перспективности интеграции функциональности распознавания текстов мобильными устройствами с системами мобильной торговли и электронного документооборота.